# Sainte-Verge
Sainte-Verge é uma comuna francesa na região administrativa da Nova Aquitânia, no departamento de Deux-Sèvres. Estende-se por uma área de 12.83 km². Em 2010 a comuna tinha 1 413 habitantes (densidade: 110,1 hab./km²).